# Cold Wind Blows
Pistes de Recovery
Talkin' 2 Myself
Cold Wind Blows est une chanson du rappeur américain Eminem extraite de son 7e album studio, Recovery, sorti le 18 juin 2010. Les paroles furent écrites par Eminem et la chanson, distribuée par Shady Records, Aftermath Entertainment et Interscope Records, est produite par Just Blaze. D'une durée de 5 minutes et 3 secondes, la première piste de l'album n'est pas sortie en tant que single. Cela dit, le titre se classa dans les classements hebdomadaires américains profitant du succès commercial de l'album.

## Paroles
Les paroles de la chanson évoque le retour d'Eminem après un album précédent, Relapse, que lui-même désapprouve. Dans ce titre aux propos vulgaires, il affirme que personne ne peut l’empêcher de dire des absurdités avec une violence qui lui est caractéristique. Le diable intervient en personne dans le titre pour dire au rappeur que s'il continuait à dire des absurdités, il irait en enfer. Ce n'est pas la première fois que le diable est représenté dans les albums d'Eminem puisqu'il apparaît également dans Introduction (Slim Shady) sur The Slim Shady EP, Dr. West et My Darling sur Relapse. Les paroles font également référence au sexe qui est traité de manière très explicite dans le titre. Le rappeur attaque l'acteur Michael J. Fox tout comme dans Won't Back Down.

## Classement hebdomadaire
Cold Wind Blows s'est classé à la 71e place du classement hebdomadaire aux États-Unis. 
| Classement (2010)    | Meilleure position |
| -------------------- | ------------------ |
| États-Unis (Hot 100) | 71                 |